# Malá skála
Malá skála je přírodní rezervace v okrese Český Krumlov. Nachází se v Blanském lese, na západním svahu Bulového, 3,5 kilometru jihozápadně od Brlohu. Je součástí chráněné krajinné oblasti Blanský les.
Předmětem ochrany jsou podhorské a horské bučiny s příměsí jedle bělokoré (Abies alba), smrku ztepilého (Picea abies) a javoru klenu (Acer pseudoplatanus). Nejstarší porosty dosahují stáří až 150 let. V nejvyšších partiích rezervace je mohutný granulitový mrazový srub dosahující délky asi 250 metrů a výšky deset metrů. Dominantním druhem bylinného patra je kostřava lesní (Festuca altissima), z dalších typických druhů zde rostou věsenka nachová (Prenanthes purpurea), svízel vonný (Galium odoratum), pitulník horský (Galeobdolon montanum), ptačinec hajní (Stellaria nemorum), kokořík přeslenatý (Polygonatum verticillatum), pšeníčko rozkladité (Milium effusum), bažanka vytrvalá (Mercurialis perennis), kyčelnice devítilistá (Dentaria enneaphyllos), kyčelnice cibulkonosná (Dentaria bulbifera), vraní oko čtyřlisté (Paris quadrifolia), kopytník evropský (Asarum europaeum), kostival hlíznatý (Symphytum tuberosum) atd. Ve skalnatých výchozech Malé skály žijí plachetnatky – pavouci specializovaní na tato stanoviště, významný je také výskyt osmi druhů střevlíků z rodu Carabus.